# Acta de Poderes Especiales
El Acta de Poderes Especiales (Special Powers Act) fue un paquete de medidas que se aplicaron desde 1971 por orden del primer ministro de Irlanda del Norte Brian Faulkner, para controlar la creciente actividad terrorista en Irlanda del Norte. El Acta autorizaba la reclusión sin juicio previo de los sospechosos de terrorismo. Aunque la ley se aplicaba a ambos bandos, de los 1981 arrestados, solo 107 eran lealistas.[cita requerida]
El Acta fue derogada en 1975, pero en realidad fomentó el apoyo a las acciones del IRA y creó numerosas tensiones entre la policía y los arrestados, que culminaron en la Huelgas de hambre de 1981 (Irlanda). Los arrestos basados en leyes antiterroristas específicas para Irlanda del Norte siguieron produciéndose hasta el Acuerdo de Viernes Santo, pero esas leyes requerían que se respetase el derecho a un juicio justo.
- Datos: Q2974875